# Сарджант (город, Миннесота)
Сарджант (англ. Sargeant) — город в округе Моуэр, штат Миннесота, США. На площади 2,2 км² (2,2 км² — суша, водоёмов нет), согласно переписи 2002 года, проживают 76 человек. Плотность населения составляет 35,2 чел./км².
- Телефонный код города — 507
- Почтовый индекс — 55973
- FIPS-код города — 27-58576[1]
- GNIS-идентификатор — 0651215[2]